# Pueblo surma
Los surma, también denominados suri, son una etnia seminómada de África oriental, de cuyos integrantes se calcula que son unos 45.000. Residen principalmente en las selvas del sudoeste de Etiopía y en un pequeño reducto en la llanura de Sudán del Sur. Su lengua, el idioma suri, es parte de la subfamilia súrmica de las lenguas sudánicas orientales

## Tradiciones
- En lo que respecta a sus costumbres alimenticias, la tradición dicta que el hombre coma primero todo lo que pueda y quiera, después y respetando la jerarquía, las mujeres y los niños pueden comer lo que ha quedado.

- Los suri mantienen con orgullo sus tradiciones, entre las que se encuentran los extraordinarios platos –algunos pueden llegar a medir hasta 40 centímetros de diámetro– que lucen las mujeres en los labios y orejas, una vez dilatadas estas zonas del cuerpo. Estos platos reflejan el poder de quien los lleva y les permite obtener una dote matrimonial más importante.
- Esta tribu practica la poligamia y son muy sensibles al arte, que muestran en pequeños ornamentos o a través de su cuerpo: les gusta grabar dibujos realizados con cicatrices en su propia piel, llevar pinturas corporales o adornarse con anillos, brazaletes o cinturones, entre otros objetos.
- Una tradición característica de esta tribu africana se trata de que el jefe del poblado lame repetidas veces la oreja derecha de los recién nacidos y si el bebé se ríe, lo consideran como una ofensa a su Dios "Mabú" y lo sacrifican a las hienas.

### Donga
Después de la cosecha, los jóvenes surma se juntan para una serie de luchas con bastones, muy violentas, llamados Donga. Se lucha para demostrar la masculinidad, por venganzas personales y para ganar a la esposa. Los 50 o más hombres que participan en cada torneo representan pueblos diferentes. Los participantes, luchan de dos en dos y van quedando eliminados hasta que quedan solamente dos luchadores, de los que saldrá el vencedor

## Actividad económica y alimentación
Se dedican principalmente al pastoreo y en menor medida a la agricultura (maíz y sorgo); también acostumbran cazar animales. Elaboran una bebida alcohólica parecida a la cerveza a base de sorgo fermentado. 

## Idioma
Hablan el suri y varios dialectos, como el tirma y el chai.

## Religión
Animismo

## Curiosidades
En 2012 el programa español Perdidos en la tribu del canal Cuatro, seleccionó esta tribu para realizar su tercera temporada en Etiopía.